# Čukotský autonomní okruh
Čukotský autonomní okruh (rusky Чуко́тский автоно́мный о́круг) je federální subjekt Ruské federace (autonomní okruh) a součást Dálněvýchodního federálního okruhu. Rozprostírá se na poloostrově Čukotka a sousedí s republikou Sacha, Magadanskou oblastí a Kamčatským krajem.

## Historie
Čukotský národní okruh vznikl 10. prosince 1930 a byl součástí Kamčatské oblasti. 28. května 1951 byl včleněn do Chabarovského kraje a v roce 1953 se Čukotka stala součástí Magadanské oblasti. V roce 1980 byl změněn status na autonomní okruh. 17. června 1992 vyhlásila Čukotka oddělení od Magadanské oblasti, které bylo v roce 1993 schváleno ústavním soudem Ruské federace.
Národnostní složení Čukotky je velmi pestré. Žijí tu nepočetné skupiny malých národů – Čukčové, Eskymáci, Korjaci, Čuvanci, Evenkové a Jukagirové a samozřejmě i ruští a ukrajinští starousedlíci. Region byl stejně jako zbytek země v době Sovětského svazu vystaven kolektivizaci a pokusům o násilné usazení sibiřských nomádů.

## Oblastní symboly

### Vlajka
Vlajka Čukotského autonomního okruhu je tvořena modrým listem o poměru stran 2:3, s bílým žerďovým klínem sahajícím do poloviny délky vlajky. Uprostřed bílého klínu je žlutý prstenec, ve kterém jsou tři vodorovné pruhy v barvách ruské trikolóry – bílý, modrý a červený. Emblém je popsatelný jedním rozměrem: šířka  prstence je stejná jako šířka pruhů a vzdálenost prstence od krajů bílého trojúhelníku.

## Geografie
Jedná se o nejvzdálenější severovýchodní region Ruska a od doby prodeje Aljašky Ruskem Spojeným státům americkým (v roce 1867) je jediným regionem Ruska ležícím částečně na západní polokouli. Pobřeží Čukotského autonomního okruhu je omýváno Beringovým mořem, které je součástí Tichého oceánu, dále pak Čukotským mořem a Východosibiřským mořem, jež jsou součástmi Severního ledového oceánu. K okruhu patří také Wrangelův ostrov. Na severu Čukotského pohoří se nachází unikátní jezero Elgygytgyn.
Rozloha okruhu je 737 700 km² a v roce 2010 zde žilo 50 526 obyvatel. Hlavním městem a administrativním centrem je Anadyr. Okruh se dělí na 8 rajónů, z nichž největší, Anadyrský, má větší rozlohu než Británie.

## Hospodářství
Čukotka má velké zásoby surovin. Nachází se tu ropa, zemní plyn, uhlí, zlato a wolfram, jejichž těžba se rozvíjí. Vesnické obyvatelstvo se živí především pastevectvím sobů, lovem a rybolovem. Obyvatelstvo ve městech je naproti tomu zaměstnáno v těžebním a stavebním průmyslu, administrativě, kultuře, školství a lékařství.

## Obyvatelstvo
Počet obyvatel je dle sčítání lidu z 2010 50 526.
Národnostní složení obyvatel je ovlivněno migrací přistěhovalců. Původní obyvatelstvo tvoří zhruba jednu třetinu celkové populace. Při posledním sčítání v roce 2010 nedeklarovalo svoji národnost 2770 osob. Kromě národností uvedených v tabulce níže zde žijí Bělorusové (0,96 % populace), Jukagirové (0,4 %), Korjaci (0,2 %), Tataři, Čuvaši, Moldavané, Burjati, Něnci, Baškirové, Ázerbájdžánci a několik dalších skupin.
|           | Sčítání 1939 | Sčítání 1959 | Sčítání 1970 | Sčítání 1979 | Sčítání 1989 | Sčítání 2002 | Sčítání 2010 |
| --------- | ------------ | ------------ | ------------ | ------------ | ------------ | ------------ | ------------ |
| Čukčové   | 12 111       | 9 975        | 11 001       | 11 292       | 11 914       | 12 622       | 12 772       |
| Čukčové   | 56,2 %       | 21,4 %       | 10,9 %       | 8,1 %        | 7,3 %        | 23,5 %       | 26,7 %       |
| Čuvanci   |              |              |              |              | 944          | 951          | 897          |
| Čuvanci   |              |              |              |              | 0,6 %        | 1,8 %        | 1,9 %        |
| Eskymáci  | 800          | 1 064        | 1 149        | 1 278        | 1 452        | 1 534        | 1 529        |
| Eskymáci  | 3,7 %        | 2,3 %        | 1,1 %        | 0,9 %        | 0,9 %        | 2,9 %        | 3,2 %        |
| Evenkové  | 817          | 820          | 1 061        | 969          | 1 336        | 1 407        | 1 392        |
| Evenkové  | 3,8 %        | 1,8 %        | 1,0 %        | 0,7 %        | 0,8 %        | 2,6 %        | 2,9 %        |
| Rusové    | 5 183        | 28 318       | 70 531       | 96 424       | 108 297      | 27 918       | 25 068       |
| Rusové    | 24,1 %       | 60,7 %       | 69,7 %       | 68,9 %       | 66,1 %       | 51,9 %       | 52,5 %       |
| Ukrajinci | 571          | 3 543        | 10 393       | 20 122       | 27 600       | 4 960        | 2 869        |
| Ukrajinci | 2,7 %        | 7,6 %        | 10,3 %       | 14,4 %       | 16,8 %       | 9,2 %        | 6,0 %        |
| Ostatní   | 2 055        | 2 969        | 7 049        | 9 859        | 12 391       | 4 432        | 3 229        |
| Ostatní   | 9,5 %        | 6,4 %        | 7,0 %        | 7,0 %        | 7,6 %        | 8,2 %        | 6,8 %        |
| Celkem    | 21 537       | 46,689       | 101,194      | 139 944      | 163 934      | 53 824       | 50 526       |

Pohyb obyvatelstva (2005)
- Narození: 795 (porodnost 15,7)
- Zemřelí: 597 (úmrtnost 11,8)

Pohyb obyvatelstva 2007:
- Porodnost: 16,10 na 1000
- Úmrtnost: 12,37 na 1000
- Přírůstek stěhováním: −8,2 na 1000
- Míra přirozeného přírůstku: +0,37 % za rok
- Míra celkového přírůstku: −0,44 % za rok (z důvodu migrace počet obyvatel klesá i přesto, že počet narozených poměrně výrazně převyšuje počet zemřelých).

## Gubernátor
Bývalý gubernátor Čukotky, ruský finančník Roman Abramovič, který byl mimo jiné i vlastníkem fotbalového klubu Chelsea FC, investoval po svém zvolení v roce 2000 více než 1 mld. USD do rozvoje infrastruktury v regionu a do přímé pomoci obyvatelům. Vyskytly se však také informace o tom, že Čukotka poskytla tehdejší Abramovičově společnosti Sibněfť (nyní Gazprom něfť) daňové úlevy ve výši 450 mil. USD.